# Hassan Izz-Al-Din
Hassan Izz-Al-Din (En árabe: حسن عز الدين) (nacido en 1963) es un ciudadano libanés buscado por el gobierno de Estados Unidos.
Hasan Izz-Al-Din es un presunto miembro de Hezbollah,  buscado por el gobierno de los Estados Unidos por su participación en el secuestro del Vuelo 847 de TWA el 14 de junio de 1985. Este ataque causó la muerte del submarinista Robert Stethem. El 10 de octubre de 2001, Izz-Al-Din, junto con otros dos presuntos participantes en el secuestro, fue incluido en la lista inicial de los 22 terroristas más buscados del FBI, la cual el presidente George W. Bush hizo pública. Está acusado de «conspiración con la intención de cometer piratería aérea, toma de rehenes, piratería aérea que tiene como consecuencia la muerte, interferencia con la tripulación del avión, colocación de un dispositivo destructor a bordo de un avión, colocación de explosivos cerca de una persona en un avión y ataque a los pasajeros y la tripulación; piratería aérea que tiene como consecuencia la muerte; piratería aérea; toma de rehenes; interferencia con la tripulación del avión, colocación de explosivos a bordo del avión; colocación de dispositivos destructores a bordo del avión; ataque a bordo del avión con la intención de secuestrar con un arma peligrosa que resulta en grave daño corporal; y complicidad». Se ofrece una recompensa de 5 millones de dólares por información que conduzca a su arresto y condena. Se cree que aun reside en el Líbano.

## Secuestro
El 14 de junio de 1985, el vuelo 847 de TWA fue secuestrado en un vuelo de Atenas a Roma, y de allí a Londres. El secuestro, liderado por Imad Mugniyah, tenía como objetivo liberar al grupo Al-Dawa, dirigido por Mustafa Badr a-Din, que estaba encarcelado en Kuwait. Durante el secuestro, un buzo de la Marina estadounidense fue asesinado (Robert Stethem). El avión se desvió hacia Oriente Medio, y su primera parada fue en el aeropuerto de Beirut, donde permaneció durante varias horas. A cambio de reabastecer de combustible el avión, se les permitió a 19 pasajeros partir. Por la tarde, el avión continuó hacia Argel, África del Norte, donde 20 pasajeros fueron liberados durante un estacionamiento de cinco horas, antes de que el avión regresara a Beirut el viernes por la noche.
El 5 de abril de 1989, el libanés chiita secuestró el vuelo 422, en el avión Boeing 747 de Kuwait Airways, que se dirigía de Bangkok a Kuwait, con 111 pasajeros y tripulantes. El avión también tenía miembros de la familia real kuwaití. A los secuestradores se les ordenó volar a Mashhad en el noroeste de Irán, donde Imad Mu'haniya se uniría a ellos. 6 o 7 secuestradores participaron en el secuestro, encabezado por Hassan Izz-Din-Din. Posteriormente, el avión voló a Larnaka, Chipre, donde dispararon a dos pasajeros kuwaitíes y arrojaron sus cuerpos a la pista.
El 10 de octubre de 2001, Az-e-Din, junto con otros dos secuestradores, fue agregado a la lista de terroristas más buscados del FBI publicada por el presidente Bush. Se puso precio a su cabeza con una recompensa 5 millones de dólares a cualquiera que proporcione información que conduzca a su captura.